# سیارک ۱۴۴۷۵۲
سیارک ۱۴۴۷۵۲ (به انگلیسی: 144752 Plunge، نامگذاری:2004HK) صد و چهل و چهار هزار و هفتصد و پنجاه و دومین سیارک کشف شده‌است که در ۱۶ آوریل ۲۰۰۴ کشف شد.